# سیارک ۲۵۵۳۸
سیارک ۲۵۵۳۸ (به انگلیسی: 25538 Markcarlson، نامگذاری:1999XN158) بیست و پنج هزار و پانصد و سی و هشتمین سیارک کشف شده‌است که در ۸ دسامبر ۱۹۹۹ کشف شد.
قدر مطلق سیارک برابر ۱۵.۵ است.